# Odvzem materiala (kužnin) za laboratorijska preiskava na domu
Medicinske sestre imajo na področju kakovosti odvzema vzorcev za laboratorijske preiskave zelo pomembno vlogo. Za laboratorijske preiskave je potreben kakovostno odvzet biološki vzorec, ki predstavlja enega od temeljnih pogojev za doseganje točnosti in zanesljivosti laboratorijskih rezultatov. Diplomirana medicinska sestra v patronažnem varstvu izvaja odvzem bioloških vzorcev za različne laboratorijske preiskave (hematološke, biokemijske, imunološke, urinske, mikrobiološke, citološke, patohistološke in genetske), zato mora teoretično in praktično obvladati postopke odvzema različnih vzorcev. Pri izvajanju teh aktivnosti mora upoštevati standarde dobre klinične prakse in priporočila ter standarde laboratorijske medicine. Diplomirana medicinska sestra v patronažnem varstvu mora biti seznanjena tudi z vplivi fizioloških, bioloških in okoljskih dejavnikov, ki lahko vplivajo na rezultate laboratorijskih preiskav. 
Namen:
Rezultati preiskav nudijo pomembne podatke o delovanju organizma in o patofiziološkem stanju pacientov. Pomagajo pri postavljanju diagnoze, dajejo informacije o stanju in poteku bolezni ter prikazujejo odziv organizma na dano terapijo. 
Ocena stanja:
Temeljne fiziološke, psihofizične, psihosocialne in duhovne potrebe pacienta;
- Indirektno zbiranje informacij pred obiskom.
- Direktno zbiranje informacij med obiskom.
- Seznaniti pacienta z namenom in vsebino obiska.
- Pregled obstoječe negovalne in medicinske dokumentacije.
- Oceniti splošno stanje pacienta po dnevnih aktivnostih.
- Pogovor s pacientom, po potrebi s člani družine in pomembnimi drugimi, z namenom ugotoviti, ali razume pomen odvzema za laboratorijske preiskave.
- Ugotoviti, ali se pacient strinja z odvzemom materiala za laboratorijske preiskave, in dobiti njegovo privolitev.
- Skupna analiza vseh zbranih informacij in dokumentiranje. [1]

Cilji in intervencije:
Zdravstveno nego diplomirana medicinska sestra v patronažnem varstvu ob obisku načrtuje skupaj s pacientom. Najpogostejši cilji pri delu diplomirane medicinske sestre v patronažnem varstvu za odvzem vzorcev za laboratorijske preiskave so: 
- Izvajanje intervencij po naročilu zdravnika.
- Izvajanje vrste preiskav na podlagi delovnega naloga.
- Izvajanje postopkov odvzema vzorcev za laboratorijske preiskave po standardiziranih merilih in postopkih ter v skladu s smernicami.
- Zagotavljanje varnosti pri odvzemu vzorcev tako za pacienta kot za izvajalca in okolico.
- Dobra predhodna priprava pacienta na odvzem vzorcev.
- Zagotavljanje primernega prostora, pribora in opreme za odvzem vzorcev.
- Pravilno izvajanje postopkov za odvzem vzorcev.
- Pravilen način in čas transporta vzorcev.
- Vrednotenje dela, stanja in materiala.
- Preprečevanje morebitnih zapletov (hematom, hemoliza krvi, krvavitev).
- Dokumentiranje. [1]

Najpogostejše intervencije diplomirane medicinske sestre v patronažnem varstvu pri jemanju vzorcev za laboratorijsko preiskavo:
- Strokovna priprava na obisk in priprava ustreznega materiala za odvzem vzorcev ter priprava pisnega obvestila patronažne službe v primeru odsotnosti posameznika.
- Namestitev pacienta v primeren položaj glede na načrtovan odvzem.
- Pravilno svetovanje pacientu pred odvzemom vzorca.
- Upoštevanje posebnosti pri odvzemu.
- Izvedba standardiziranega postopka odvzema bioloških vzorcev za laboratorijske preiskave.
- Ugotavljanje stanja pacienta.
- Analiza dosedanjih podatkov in določitev negovalnih diagnoz.
- Poučevanje posameznika in njegove družine, kako ukrepati ob pojavu zapletov.
- Zdravstveno vzgojno delo glede na ugotovljene potrebe.
- Poročanje zdravniku, ki je izdal delovni nalog, o ugotovitvah in s tem zagotavljanje kontinuirane obravnave pacienta.[1]

Spremljanje/kontinuirana obravnava in obveščanje:
- Obveščanje izbranega osebnega zdravnika oz. zdravnika naročnika patronažnega obiska.
- Potreba po povezovanju (sporočanju/pridobivanju informacij) z drugimi službami in institucijami.
- Koordinacija po telefonu.
- Planiranje naslednjega obiska, glede na navodila naročnika.
- Dokumentiranje in zapis.
- Pričakovanje in spremljanje povratnih informacij. [1]

## ODVZEM KRVI NA DOMU
Krvne preiskave so najpogostejši pripomoček za ugotavljanje posameznikovega zdravstvenega stanja. Kri lahko odvzamemo na več načinov. Za laboratorijske preiskave se uporabljajo odvzemi kapilarne, venozne in arterijske krvi.
Preiskave, ki jih izvajamo z odvzetim vzorcem krvi so:
- hemogram,
- biokemijske preiskave krvi,
- koagulacijski testi,
- serološke preiskave,
- hemokultura,
- določanje hormonov,
- določanje koncentracije zdravil. [2]

Sestava torbe za odvzem krvi na domu
Za odvzem in transport krvi od posameznikovega doma do laboratorija se uporablja namenska 
torba, ki mora biti vodotesna, odporna na zunanje vplive in pogosto čiščena. Zraven vsega naštetega so za odvzem laboratorijskega materiala potrebne še:	
- epruvete,
- igle,
- nastavek za iglo,
- obliž za vbodno mesto,
- pisalo,
- dokumentacijo,
- razkužilo za vbodno mesto,
- razkužilo za roke,
- sterilne gobice,
- vrečke in posode za odpadke,
- zaščitne rokavice,
- žilno prevezo

Transportna torba naj bo glede na vsebino primerno označena. 
Načrtovanje negovalne intervencije
Intervencija zdravstvene nege: vakuumski odvzem venske krvi na domu.
Opredelitev izvajalca: diplomirana medicinska sestra, diplomirani zdravstvenik
Število izvajalcev: 1 (en) izvajalec.
Predviden čas izvajanja: 5 minut
Metoda dela: aseptična metoda dela. 
Priprava materiala
Pomembno je, da ima patronažna medicinska sestra ves material skrbno in natančno pripravljen pred odvzemom krvi, saj le tako lahko delo poteka tekoče, nemoteno in strokovno. 
Izvedba negovalne intervencije:
- Preverimo osebne podatke in identiteto.
- Umijemo in razkužimo si roke.
- Pripravimo material (držalo z iglo, odpremo sterilne gobice, kontejner za ostre odpadke,…).
- Pripravimo prostor (zagrnemo zavese, zapremo vrata, osvetlimo prostor, namestimo zaščito pod roko/mestom odvzema itd,…).
- Posameznika namestimo ali mu pomagamo v ležeči ali sedeči položaj (odvisno od njegovega zdravstvenega stanja) s čimer stabiliziramo roko, preprečimo poškodbo, dobimo dostop do vene in preprečimo kolaps posameznika.
- Namestimo prevezo – 5 do 15 centimetrov nad vbodnim mestom (lahko je nameščena največ eno minuto, saj daljši čas zažeme vpliva na rezultate izvidov).
- Otipamo pulz pod prevezo (če ni tipljiv razrahljamo prevezo).
- Posameznik naj stiska pest ali mu mi masiramo veno (s tem poiščemo ustrezno veno)
- Zažemo popustimo.
- Razkužimo vbodno mesto (s tremi alkoholnimi gobicami v krožnih potegljajih).
- Med tem, ko čakamo, da se alkohol posuši (cca. 1 minuta) si nataknemo rokavice.
- Ponovno namestimo prevezo.
- Odstranimo zaščito na igli in posamezniku povemo, da bomo zbodli.
- Z kazalcem in palcem ne vodilne roke pridržimo žilo cca. 2,5 cm nad ali pod vbodnim mestom ter kožo napnemo.
- Zbodemo pod kotom 15 do 30 stopinj, ko prebodemo kožo znižamo kot vboda in še nekoliko potisnemo iglo naprej vzporedno z žilo (pazimo, da je lumen igle obrnjen navzgor).
- Ko je igla v žili z ne vodilno roko fiksiramo nastavek, z vodilno roko pa nataknemo epruvete v nastavek, da priteče kri.
- Prevezo sprostimo, ko kri priteče v prvo epruveto.
- Ko imamo napolnjene vse epruvete na vbodno mesto položimo suh, sterilen zloženec.
- Izvlečemo iglo (odvržemo v kontejner za ostre odpadke).
- Zloženec nad vbodnim mesto prelepimo z lepilnim trakom
- Razkužimo zažemo.
- Odstranimo zaščito pod roko.
- Slečemo rokavice.
- Epruveto/epruvete označimo s posameznikovimi podatki.
- Razkužimo roke.
- Poseg dokumentiramo. [2]

Po oskrbi izvajalca, materiala, prostora in posameznika mora patronažna medicinska sestra 
izvesti transport krvi v laboratorij pri čem mora dosledno upoštevati navodila (za odvzem, 
pošiljanje, ravnanje z vzorcem), ki jih pripravi laboratorij v katerem se bo izvajala analiza 
vzorca. 
Transport v laboratorij
Pred odvzemom vzorca moramo pregledati in dosledno upoštevati navodila (za odvzem, pošiljanje, ravnanje z vzorcem), ki jih pripravi laboratorij v katerem se bo izvajala analiza vzorca. Navodila za transport in hranjenje vzorcev krvi:
- biološki material (kri) v najkrajšem možnem času dostavimo v ustrezni laboratorij,
- kri prenašamo v ustreznih torbah ali posodah,
- epruvete s krvjo morajo biti v pokončnem položaju,
- pazimo, da vzorcev med potjo ne stresamo, saj lahko pride do hemolize
- torba/posoda z vzorcem mora biti vodotesna ter odporna proti zunanjim vplivom,
- stojalo z epruvetami naj bo vloženo v čvrsto, vodotesno plastično ali kovinsko torbo/posodo z ustreznim pokrovom in varnostnim zapiračem,
- transportna torba/posoda naj bo pravilno označena (glede na vsebino),
- v transportni torbi/posodi naj bo priložen list s podatki o vzorcu,
- v transportni torbi/posodi naj bo priložen komplet za ukrepanje ob morebitnem razlitju (absorbcijsko sredstvo, razkužilo, rokavice in posoda za odpadno snov),
- izogibamo se temperaturam nad 35 stopinj Celzija,
- vzorcev, polnih krvi, ne smemo izpostaviti temperaturam pod 0 stopinj Celzija saj nastopi hemoliza vzorca [2]

## ODVZEM URINA
Da bomo izvedli rutinske preiskave seča, potrebujemo svež in nekontaminiran seč. Pomični bolnik bo urinski vzorec pripravil samostojno, zato ga moramo dobro poučiti o pravilnem načinu oddaje seča. Navodila naj bodo ustna in pisna, priporočljiva pa so tudi slikovna navodila. Oseba, ki se pogovarja z bolnikom (patronažna medicinska sestra), naj bo urejena, prijazna, njen govor pa razumljiv. Bolniku damo posodico, ki mora biti pravilno označena z njegovimi osebnimi podatki in ga prosimo, da jih preveri. Seznanimo ga o tem, kako se posodica pravilno in vodotesno zapre. Več strokovne pomoči po navadi potrebujejo starejši ljudje in otroci. Nepomičnega bolnika pa prosimo za sodelovanje in ga seznanimo s postopkom. 
Priprava in izvedba odvzema urina pri pomičnem bolniku obsegata:	
- Psihofizično pripravo bolnika na poseg;
- Pripravo materiala (sterilna posodica z vodotesnim pokrovom, sterilna gaza ali tamponi, sterilna destilirana voda ali fiziološka raztopina, etiketa z bolnikovimi podatki);
- Umivanje genitalij, ki poteka po naslednjem vrstnem redu:

1. Bolnica si umije roke
2. Razširi sramne ustnice
3. Okolico izvodil obriše 3-4 krat s sterilno gazo (polito s fiziološko raztopino ali z destilirano vodo) od spredaj nazaj
4. Osuši s suho sterilno gazo od spredaj nazaj

•	Odvzem srednjega curka urina, tako da bolnica neprekinjeno urinira najprej v školjko, nato podstavi posodico in zbere približno 10-50 ml urina, konča pa uriniranje v školjko;	
- Pravilno shranjevanje urina, tako da bolnica posodico dobro zapre in jo postavi na določeno mesto
- Umivanje rok;
- Čimprejšnji transport seča v laboratorij [3]

Glede na čas odvzema ločimo:
- Prvi jutranji urin: odvzeti ga je potrebno takoj zjutraj, ko se bolnik prebudi. Urin je bil v mehurju približno 8 ur, zato lahko z njim analiziramo snovi, ki zahtevajo koncentracijo in inkubacijo. Z njim lahko zaznavamo npr. proteine, nitrite in bakterije.
- Drugi jutranji urin: odvzamemo ga 2-4 ure po prvem jutranjem urinu. Primeren je za večino rutinskih analiz. Bolnik lahko popije le 200 ml vode po 22. uri prejšnjega dne.
- Naključni vzorec: običajno odvzet vzorec čez dan, v kateremkoli času in brez predhodne priprave bolnika. Uporablja se za rutinske in presejalne teste.
- Urin, zbran v določenem času (časovni vzorec): uporablja se za primerjavo koncentracije analita (snov, ki jo določa npr. glukoza) v urinu in krvi. Jemljemo serijo urinskih vzorcev, ki so zbrani v določenih časovnih presledkih. Pomembno je, da natančno upoštevamo čas zbiranja, pravilno dokumentiramo, ter se ravnamo po navodilih za posamezno preiskavo. [3]

Urin lahko odvzamemo:
- Po metodi čistega mokrenja (umivanje spolovila z milom, spiranje s čisto vodo, prvi curek spustimo v školjko, prestrežemo 10 ml srednjega curka v sterilno posodo, zadnji curek spustimo v školjko)
- Lahko s katetrom, vendar redko (lahko povzročimo okužbo); odvzamemo pri bolniku, ki ima že vstavljen urinski katetrom in vedno odvzamemo svež urin;
- Suprapubična punkcija v sečni mehur (za ugotavljanje anaerobnih bakterij);
- Prenos v laboratorij na hladnem (v 2 urah). [4]

PRAVILEN PRENOS KUŽNIN V LABORATORIJ
Sterilno embalažo dobro zapremo in preložimo v posebne transportne vrečke, stojala ali škatle. Pozorni smo na to, da se vzorci ne poškodujejo ali razlijejo. Za rokovanje z vzorci vedno uporabimo rokavice. Vzorce prenašamo v posebnih transportnih torbah ali kovčkih pri ustrezni temperaturi. Kurir (patronažna medicinska sestra) mora torbo s kužninami v najkrajšem možnem času prenesti v laboratorij. Optimalni čas do prenosa v laboratorij je 2 uri po odvzemu. 
Za transport urina in nekaterih drugih kužnin uporabljamo hladilne torbe. 
Za lokalni prenos bioloških vzorcev veljajo splošna pravila po priporočilih Svetovne zdravstvene organizacije:
- Posoda z vzorcem mora biti odporna proti zunanjim vplivom ter vodotesna
- Transportna torba mora biti odporna proti poškodbam ter med prevozom pričvrščena. Prav tako mora biti glede na vsebino primerno označena
- Vsak vzorec mora imeti v transportni torbi vzorčni list s podatki o vzorcu
- Transportna torba mora vsebovati priložen komplet za ukrepanje ob morebitnem razlitju (absorpcijsko sredstvo, razkužilo, debelejše gumijaste rokavice za večkratno uporabo ter posodo za odpadno snov)
- V transportni torbi mora biti tudi vsa spremna dokumentacija, ki jo shranimo v nepremočljivi zaščiti [5]

## PREISKAVE BLATA
Blato je končni produkt presnove organizma. Z blatom se iz telesa izločajo odvečne snovi in prebavljeni produkti. Z analizo blata zdravnik preiskuje in spremlja delovanje celotnega prebavnega sistema. Vzorec blata prav tako pregledujemo organoleptično, mikroskopsko, makroskopsko in kemijsko. Organoleptični pregled je pregled s čutili, pri katerem ocenimo barvo, vonj in konsistenco. Mikroskopski pregled blata zajema ugotavljanje prisotnosti bakterij, virusov, levkocitov, jajčec in ciste parazitov. Makroskopski pregled blata zajema preiskavo s prostim očesom, kjer opazujemo ostanke neprebavljene hrane, prisotnost krvi, sluzi in parazite.  To lahko zdravstveno osebje opravlja že na oddelku. Spremljajo tudi količino, barvo, obliko, vonj, konsistenco blata in število odvajanj na dan. Kemijski pregled zajema pregled, kjer se največkrat ugotavlja okultna krvavitev 
Opazovanje blata
Pri blatu opazujemo pogostost odvajanja. Ta je odvisna od posameznika. Normalno odvajamo blato od enkrat do dvakrat na dan ali enkrat na tri dni. Količina blata, ki ga dnevno izločimo, je odvisna od količine in kakovosti zaužite hrane. Oblika in konsistenca blata - normalno blato je mehko in čvrsto. Ima cilindrično obliko. Barva in vonj blata sta odvisna od hrane, zdravil in žolčnih barvil. Normalno blato je temno rjave barve in ima značilen fekulenten vonj. 
Odvzem in analiza vzorcev blata
Ob sumu na krvavitev v prebavnem sistemu, torej prisotnost skrite krvi v blatu, ali prisotnost črevesnih zajedavcev (parazitov), se opravijo analize blata po naročilu zdravnika. Za laboratorijsko analizo je primeren svež vzorec blata, konzerviran vzorec pa le za nekatere preiskave. Mikrobiološki preiskavi blata, s katero ugotavljamo povzročitelja nalezljivih bolezni v črevesju, imenujemo koprokultura. 
Postopek
Z žličko, ki je v posodici za blato zberemo blato (iz različnih sumljivih mest). Količina zbranega blata naj bo v velikosti graha ali 1 do 2 ml tekočega blata. Posodico dobro zapremo in odnesemo v laboratorij na analizo. Vzorec blata lahko hranimo v hladilniku na 2-8 0C do 12 ur. Blata se ne jemlje iz straniščne školjke, ker je pomešano z vodo, med menstruacijo ali krvavečimi hemeroidi, ko ugotavljamo prikrito krvavitev. 

## ODVZEM BRISA
Pravilen odvzem kužnin je ključen, za pravilno diagnosticiranje in zdravljenje bolezni. Bris je odvzem vzorca iz sluznic ali rane, s katerim preučujemo pristnost mikroorganizmov. Pri odvzemu brisa težko ugotovimo, kateri mikroorganizmi so tisti, ki povzročajo težave oziroma kateri pripadajo normalni mikroflori. Za povzročitelje torej ocenimo tiste mikroorganizme, za katere je znano, da ne pripadajo normalni mikroflori. Različne brise shranjujemo pri različnih temperaturah, vsi brisi nimajo enake časovne obstojnosti. 
Pri odvzemu brisa moramo upoštevati naslednje ukrepe:
- Zagotavljanje varnosti delavca in pacienta
- Izbor pravega brisa
- Pravilen način odvzema brisa
- Pazimo, da se ne dotikamo drugih delov telesa ali okolice, ko enkrat odvzamemo bris
- Pravilna označba na vzorcu
- Pravilno shranjevanje kužnine od odvzema do transporta v laboratorij [4]

Poznamo naslednje brise:
- Bris nosno-žrelne sluznice
- Bris žrela
- Bris ustne votline
- Bris očesne veznice
- Bris rektuma
- Bris leziji
- Bris sečnice
- Bris nožnice
- Bris ran in opeklin
- Bris kože
- Itd. [4]

Nekaj primerov najbolj uporabljenih brisov:
Bris žrela
Na epruveto napišemo podatke o pacientu, datum in uro odvzema in vrsto kužnine. Pridobimo pacientovo soglasje in ga seznanimo s postopkom. Iz epruvete potegnemo bris in previdno podrgnemo po levi in desni tonzili in žrelnem loku. Pazimo, da se ne dotaknemo jezika, zob ali ustnic. Vatenko hitro ampak previdno vstavimo nazaj v epruveto. Kužnino ustrezno shranimo. V tem primeru ga lahko shranimo za največ 2 uri pri 20–25 °C. Shranimo jo v posebne vrečke, stojala in pazimo, da se vzorci ne poškodujejo ali razlijejo. Za rokovanje z vzorci uporabljamo rokavice. 
Bris rane
Rano pred odvzemom očistimo s fiziološko raztopino. Iz predela rane kjer je nekrotično tkivo ne jemljemo brisa. Vatirano palčko navlažimo s sterilno fiziološko raztopino in bris odvzamemo s potegom in vrtljajem po sumljivih vnetnih delih rane. Vatirano palčko vrnemo v epruveto in jo pod ustreznimi pogoji pošljemo v laboratorij. 
Bris kože
Bris kože se najpogosteje jemlje iz površine kože, kožnih gub ali izpuščajev. Vatirano palčko navlažimo s sterilno fiziološko raztopino in z vrtenjem in enkratnim potegom obrišemo površino kože. Bris shranimo v epruveto in označimo podatke o pacientu, vrsti kužnine, datum in čas odvzema. Poskrbimo za pravilno shranjevanje in transport do laboratorija. 

## ODVZEM IZMEČKA – SPUTUMA
Izpljunek, izmeček – sputum, je izloček (sekret) bronhialne sluznice, ki nastaja zaradi povečanega izločanja sluzi. Izkašljevanje izmečka iz pljuč in dihalnih poti imenujemo kašljanje – ekspektoracija. 
Pri sputumu opazujemo količino, barvo in vonj. Lahko je serozen (voden, tekoč), sluzav, gnojen, krvav (hemoragičen), brezbarven, belkast, rumenkast ali zelen.  Izmeček zdravega človeka nima značilnega vonja, zaudarja le, če dalj časa stoji, ker se razkraja. Močno pa zaudarja pri gnojnih procesih na dihalnih organih. Izmeček se pri nekaterih obolenjih useda v več slojih. Na dnu so gostejše mase, nad njimi vodene in na vrhu penasta plast. Vsak sputum obravnavamo kot kužnino, zato ravnamo z njimi tako, da smo varni pred okužbo. 
S preiskavo sputuma ugotavljamo obolenja dihal (vnetne procese in maligna obolenja). Izvajamo mikrobiološke, mikološke in citološke preiskave sputuma.  Sputum preiskujemo glede na prisotnost granulocitov, elastičnih vlaken, ipd. S citološkimi preiskavami sputuma dokazujemo prisotnost rakavih celic (npr. pri raku bronhijev) in jih opravljamo v citološkem laboratoriju, ki je organizacijska enota patomorfologije. Bakteriološke preiskave sputuma izvajamo pri sumu na tuberkulozo, da dokažemo povzročitelja, ter pri pljučnicah in bronhitisih, kjer iščemo povzročitelja in ugotavljamo občutljivost na terapijo oz. rezistenco na antibiotike. 
Preverimo identiteto pacienta in mu razložimo postopek odvzema sputuma (odvzamemo ga navadno zjutraj). Ocenimo pacientovo stopnjo samooskrbe in sposobnost sodelovanja. Pacientu zagotovimo zasebnost. Vrata morajo biti zaprta. Posebni varnostni ukrepi pri odvzemu sputuma so potrebni ob sumu, da gre za tuberkulozo. Takrat odvzamemo sputum v prostoru s posebnim prezračevalnim sistemom (z negativnim zračnim tlakom), ali v prostoru z UV-svetlobo. Izvajalec preveri zdravnikovo naročilo, si razkuži roke in uporabi osebno varovalno opremo: masko, rokavice in predpasnik PVC. Ob sumu, da gre za tuberkulozo, se pri odvzemu sputuma zdravstveni delavec zaščiti z respiratorno masko FFP3.  Za zbiranje izmečka uporabljamo sterilno posodico za odvzem sputuma s široko odprtino in pokrovom, označeno s pacientovimi podatki. Bolnika poučimo o higienski uporabi posodice, da ne umaže njenih zunanjih delov roba. Izkašljuje naj direktno; s papirnatim robcem zakrije usta in kozarec, da prepreči razpršitev izkašljanih kapljic. Zaradi možnosti prenosa okužbe si mora bolnik razkužiti roke.  Pred odvzemom naj si bolnik temeljito očisti zobe z zobno ščetko (brez zobne paste) in si z grgranjem izpere ustno votlino in žrelo s sterilno destilirano vodo ali fiziološko raztopino (razen pri odvzemu sputuma za preiskavo glede povzročitelja tuberkuloze). Bolnika predhodno poučimo, da sputuma ne sme zadrževati v ustih, da se tam ne kontaminira z ustno floro. Zaščitimo ga, nato se bolnik globoko izkašlja (dobiti moramo sputum iz spodnjih dihal) v široko sterilno posodico (najmanj 4ml). V primeru, da pacient potrebuje pomoč pri izkašljevanju, ga z rokami plosko primemo za spodnji del prsnega koša (izvedemo abdominalni prijem), s čimer ublažimo bolečino pri izkašljevanju. Pred pošiljanjem vzorca na preiskavo smo pozorni na to, da je odvzet vzorec sputum in ne slina. Po izkašljevanju bolniku ponovno opravimo ustno nego in mu umijemo roke. Prezračimo prostor in odvržemo pripomočke za enkratno uporabo po navodilu o ločevanju odpadkov. Odstranimo osebno varovalno opremo, umijemo in razkužimo si roke. Dokumentiramo odvzem sputuma za preiskavo in posebnosti (npr.: krvav sputum, težave pri izkašljevanju, neugodno počutje pacienta, …). Poskrbimo za takojšen transport odvzetega sputuma v laboratorij. 